# Кастелучо (Ријети)
Кастелучо је насеље у Италији у округу Ријети, региону Лацио.
Према процени из 2011. у насељу је живело 141 становника. Насеље се налази на надморској висини од 900 м.